# Mikania seemannii
Mikania seemannii е вид растение от семейство Сложноцветни (Asteraceae). Видът е критично застрашен от изчезване.

## Разпространение
Разпространен е в Еквадор.